# Risipei se dedă florarul

Coperta albumului Risipei Se Deda Florarul

Risipei Se Deda Florarul este un album al interpretului român Tudor Gheorghe.

## Detalii ale albumului
- Gen: Folk
- Limba: Română
- Sunet: Stereo
- Înregistrat: Studio
- Un produs: Jurnalul Național
- O producție: Illuminati Creatio

## Lista pieselor
- 01 - Risipei se deda florarul (Tudor Gheorghe / Lucian Blaga) [2:32]
- 02 - Calatorul (Tudor Gheorghe / Vasile Alecsandri) [4:02]
- 03 - Mi-e dor de ea (Tudor Gheorghe/Ion Bănuță) [4:53]
- 04 - Mama Coace paine / canta un greier / Stea stea [3:35]
- 05 - La Paris (Tudor Gheorghe / Ana Blandiana) [3:19]
- 06 - Cine n-are nici-un dor (anonim) [1:47]
- 07 - Trecui podul de la Leasa (anonim) [1:57]
- 08 - Foaie verde deditel (anonim) [2:39]
- 09 - Unde sunt cei ce nu mai sunt (Tudor Gheorghe / Nichifor Crainic) [2:56]
- 10 - Antiprimavara (Tudor Gheorghe / Adrian Păunescu) [4:14]
- 11 - Salcamii (Tudor Gheorghe / Arhip Cibotaru) [3:05]
- 12 - Lied (Tudor Gheorghe / Păstorel Teodoreanu) [5:16]
- 13 - Sara pe malul Jiului (Tudor Gheorghe / Virgil Carianopol) [4:56]
- 14 - Pedeapsa macului (Tudor Gheorghe / Vasile Voiculescu) [2:59]
- 16 - La fereastra cu gutuie (Tudor Gheorghe / Tudor Gheorghe) [7:24]
- 17 - Marie, Marie Ce dor, ce chin (anonim) [7:04]
- 18 - Dorul calator (Tudor Gheorghe / Tudor Gheorghe) [3:07]

## Aranjamente
- Aranjament coral (4,5,9) si orchestrator (10 - 18): Marius Hristescu
- Inregistrari din concerte: Constantin Ionescu
- Masterizare: Paul Baciu